# Kolonia Chwaszczyno
Kolonia Chwaszczyno – osiedle w południowo-zachodniej Gdyni, na obszarze dzielnicy Dąbrowa, graniczące z wsią Chwaszczyno na obszarze gminy Żukowo.
Położone jest w pasie Wzgórz Chwaszczyńskich. Prowadzi tędy turystyczny  szlak Wzgórzami Trójmiasta.
Osiedle zostało włączone w obszar Gdyni 1 stycznia 1973.
W latach 90. XX wieku była miejscem największej giełdy samochodowej Trójmiasta.